# Ole Madsen
Ole Eduard Fischer Madsen (Kopenhagen, 21 december 1934 – 26 maart 2006) was een international voor het Deense voetbalteam. Hij scoorde 42 keer in 51 wedstrijden voor het Deense team. Deense voetbalfans herinneren hem door zijn doelpunt met zijn hiel tegen het Zweedse nationale voetbalteam in 1965. Hij stierf in 2006 op 71-jarige leeftijd.
Hij heeft onder andere gespeeld bij de clubs Hellerup IK en Sparta Rotterdam. Met Sparta won hij de KNVB beker in 1966 dankzij een door hem gescoord doelpunt in de finale tegen ADO.

## Erelijst
- Deens voetballer van het jaar

1964